# Alicia Dorado
Dorado  Viso est un nom espagnol. Le premier nom de famille, en général paternel, est Dorado ; le second, en général maternel, souvent omis, est Viso.
Alicia Dorado Viso, née en décembre 1911 à La Corogne et morte assassinée le 10 juillet 1937 dans la même ville, est une anarchiste galicienne.
Membre notable de la Fédération anarchiste ibérique (FAI) en Galice, elle meurt assassinée avec son compagnon et d'autres anarchistes lors d'une descente de la Garde civile dans la maison où elle se trouve.

## Biographie
Elle naît en décembre 1911. Dorado est en couple avec un autre anarchiste, Julio Acevedo Veiga,. Elle semble prendre un rôle de coordination dans la Fédération anarchiste ibérique (FAI), puisqu'elle établit des liens entre des figures du mouvement en Galice,. Pendant ce temps, elle est locataire au 6 rue del Carmen à La Corogne, et travaille comme boulangère, après avoir été renvoyée de son métier de tisserande pour ses activités révolutionnaires,.

### Mort
Dorado est chez elle, dans sa maison, où elle cache deux responsables de la FAI quand une descente de la Garde civile s'abat sur le quartier,,,. Elle est dénoncée par une personne prise et torturée. Les gendarmes entrent dans le bâtiment, tirent et tuent tous les anarchistes présents,,. Son compagnon parvient à s'enfuir après s'être défendu, en s'échappant par un toit, mais il est rattrapé dans une rue voisine et abattu dans le dos,,.